# كاليكس أو إس
كاليكس أو إس (بالإنجليزية: CalyxOS)‏ هو نظام تشغيل حر مفتوح المصدر من إنشاء مؤسسة كاليكس لل هواتف الذكية مبني على أندرويد. يركز نظام التشغيل هذا على الأمن والخصوصية.

## وصلات خارجية
- الموقع الرسمي